# Крайній проїзд (Житомир)
Крайній проїзд — проїзд в Корольовському районі міста Житомир. 

## Розташування
Розташований у завокзальній частині міста. З'єднує вулицю вулицю Сергія Параджанова з Крайнім провулком. 

## Історія
Станом на початок ХХ століття місцевості за місцем розташування майбутнього проїзду притаманна заболоченість.
Проїзд виник після Другої світової війни на вільних від забудови землях. Садибна забудова проїзду сформувалася у 1960-х роках.  
У 1996 році отримав назву «Крайній проїзд», яка пояснюється тим, що проїзд був і є крайнім житловим проїздом у місцевості. 